# جين كابت للورم
الجين الكابت للورم، أو الجين المضاد للأورام (بالإنجليزية: tumor suppressor gene)‏ جين ينظم الخلية خلال انقسامها وتكاثرها. إذا نمت الخلية دون حسيب أو رقيب، ينتهي بها الأمر بالإصابة بالسرطان. حين تطرأ طفرة على الجين الكابت للورم، تنخفض فعاليته الوظيفية أو يفقدها تمامًا. حين تجتمع هذه الطفرة مع طفرات جينية أخرى، تتمكن الخلية من النمو بصورة غير طبيعية. قد يكون فقدان وظيفة هذه الجينات ذي دور أكثر أهمية في تطور السرطانات البشرية، مقارنة بتنشيط الجينات الورمية.
يمكن تصنيف الجينات الكابتة للورم (تي إس جي) في الفئات التالية: الجينات المراقبة، والجينات الحارسة، والجينات المنسقة مؤخرًا. تضمن الجينات المراقبة استقرار الجينوم عن طريق إصلاح الحمض النووي، وبالتالي يؤدي حدوث طفرة فيها إلى تراكم الطفرات. أما الجينات الحارسة تنظم نمو الخلايا تنظيمًا مباشرًا عن طريق تثبيط تقدم دورة الخلية أو تحريض الاستماتة الخلوية. في حين تنظم الجينات المنسقة النمو من خلال المساهمة في البيئة المحيطة، عند حدوث طفرة فيها قد تنشئ بيئة محرضة على التكاثر غير المنظم. تتطور مخططات التصنيف مع استمرار التقدم الطبي في مجالات علم الأحياء الجزيئي، وعلم الوراثة، وعلم التخلق.

## لمحة تاريخية
ظهر اكتشاف الجينات الورمية وقدرتها على تحرير العمليات الخلوية المتعلقة بتكاثر الخلايا وتطورها لأول مرة في الكتب المطبوعة بصفتها نظيرة لفكرة الجينات الكابتة للورم. لكن، أفسحت فكرة الطفرة الجينية المسببة لزيادة نمو الورم المجال أمام فكرة وراثية أخرى أفادت أن الجينات تلعب دورًا في الحد من نمو الخلايا وتطورها. لم تترسخ هذه الفكرة حتى أجرى هنري هاريس تجارب تهجين الخلايا الجسمية في عام 1969.
خلال تجارب الدكتور هاريس، دُمجت الخلايا السرطانية مع الخلايا الجسمية الطبيعية لتشكيل خلايا هجينة. احتوت كل خلية على صبغيات قادمة من كلي الوالدين، وعند النمو لم تستطع غالبية هذه الخلايا الهجينة أن تطور أورام داخل الحيوانات. دفع كبت التسرطن في هذه الخلايا الهجينة الباحثين إلى افتراض أن الجينات داخل الخلية الجسمية الطبيعية قامت بإجراءات مثبطة لوقف نمو الورم. أدت هذه الفرضية الأولية في النهاية إلى اكتشاف أول جين كلاسيكي كابت للورم على يد ألفريد ندسون، وعُرف باسم جين Rb، الذي يرمز البروتين كابت الورم الشبكي.
اقترح ألفريد ندسون، وهو طبيب أطفال وعالم وراثة سرطانية، أن نمو الورم الأرومي الشبكي يتطلب وجود طفرتين أليليتين تؤديان لفقدان نسخ وظيفية من جيني Rb ما يسبب نشوء الأورام. لاحظ ندسون أن الورم الأرومي الشبكي يتطور أغلب الأحيان في وقت مبكر من الحياة لدى المرضى صغار السن في كلتي العينين، أما في بعض الحالات الأكثر ندرة يتطور الورم الأرومي الشبكي في وقت متأخر ويصيب إحدى العينين فقط. سمح نمط التطور الفريد هذا لندسون والعديد من المجموعات العلمية الأخرى في عام 1971 بافتراض أن التطور المبكر للورم الأرومي الشبكي كان ناتجًا عن توريث طفرة فقد وظيفي في الخط الجنسي لجين RB تلاها طفرة جديدة لاحقة في أليل جين Rb الوظيفي. افتُرض أن تزايد الظهور المتقطع للورم الأرومي الشبكي أحادي الجانب في وقت لاحق من الحياة يحدث بسبب طفرتين جديدتين ضروريتين لفقد خصائص كبت الورم فقدًا تامًا. شكلت هذه النتيجة أساس فرضية الضربتين. من أجل التأكد من أن فقدان وظيفة الجينات الكابتة للورم يسبب زيادة حدوث الأورام، أُجريت تجارب حذف خلالي على الصبغي 13q14 لملاحظة تأثير حذف موقع جين Rb. تسبب هذا الحذف في زيادة تطور الورم الأرومي الشبكي، ما أشار إلى أن فقدان الجين الكابت للورم أو تعطله يمكن أن يزيد من تكون الأورام.

## فرضية الضربتين
على عكس الجينات الورمية، تتبع الجينات الكابتة للورم عمومًا فرضية الضربتين، التي تنص على وجوب إصابة كلي الأليلين المرمزين لبروتين معين قبل أن يظهر التأثير. في حالة تلف أليل واحد فقط في الجين، يبقى الأليل الآخر قادرًا على إنتاج ما يكفي من البروتين الصحيح لأداء الوظيفة المناسبة. بعبارة أخرى، تكون الأليلات الكابتة للورم الطافرة متنحية عادةً، في حين أن أليلات الجينات الورمية الطافرة سائدة إجمالًا.
كمقترح من أيه جي ندسون لحالات الورم الأرومي الشبكي. لاحظ أن 40% من الحالات في الولايات المتحدة نجمت عن طفرة في الخط الجنسي. مع ذلك، تمكن الآباء المصابون بالمرض من إنجاب أطفال سليمين، لكن الأطفال السليمين أصبحوا آباءً لأطفال مصابين بالورم الأرومي الشبكي. يشير هذا الأمر إلى إمكانية توريث المرء لخط جنسي طافر دون أن يظهر لديه المرض. لاحظ ندسون أن عمر بدء الورم الأرومي الشبكي يتبع حرائك من الدرجة الثانية، ما يعني وجوب وقوع حدثين وراثيين مستقلين. أدرك أن هذه النتيجة تتوافق مع طفرة متنحية تشمل جينًا واحدًا، ولكنها تتطلب حدوث طفرة ثنائية الأليلات. تتضمن الحالات الموروثة طفرة وراثية وطفرة مفردة في الأليل الطبيعي. ينتج الورم الأرومي الشبكي غير الموروث عن طفرتين، واحدة على كل أليل. أشار ندسون أيضًا إلى أن الحالات الوراثية تتطور أغلب الأحيان إلى أورام ثنائية وتظهر في وقت مبكر من الحياة، بالمقارنة مع الحالات غير الوراثية التي يصاب فيها الأفراد بورم وحيد فقط.
تتواجد استثناءات لقاعدة الضربتين الخاصة بكابتات الأورام، مثل بعض الطفرات في الجين المنتج للبّي 53. قد تعمل طفرات بّي 53 كسلبية سائدة، أي أن بروتين بّي 53 الطافر يمكن أن يمنع البروتين الطبيعي المنتَج من الأليل غير الطافر من أداء وظيفته. تشمل الجينات الأخرى الكابتة للورم والتي لا تتبع قاعدة الضربتين تلك التي تبدي قصورًا فرديًا، منها البّي تي سي إتش في الورم الأرومي النخاعي والإن إف 1 في الورم الليفي العصبي. يعد البّي 27 أيضًا أحد الأمثلة، وهو مثبط للدورة الخلوية يزيد قابلية التسرطن حين تحدث طفرة على أحد الأليلات.

## وظائفه
تمنع البروتينات المرمزة على معظم الجينات الكابتة للورم تكاثر الخلايا أو بقائها على قيد الحياة. بالتالي، يؤدي تعطيل الجينات الكابتة للورم إلى تطور الورم عن طريق القضاء على البروتينات المنظمة السلبية. في معظم الحالات، تثبط البروتينات الكابتة للورم نفس المسارات التنظيمية الخلوية التي تحفزها منتجات الجينات الورمية. تؤدي جميع الجينات الكابتة للورم الوظيفة الرئيسية نفسها، ولكن تختلف آليات عمل نواتجها المنسوخة، وتشمل ما يلي:
1. البروتينات داخل الخلوية، التي تتحكم في التعبير الجيني الخاص بمرحلة معينة من دورة الخلية. إذا لم يُعبر عن هذه الجينات تتوقف دورة الخلية، ما يثبط انقسام الخلايا انقسامًا فعالًا. (مثل: pRB وp16)
2. مستقبلات أو موصلات الإشارة الخاصة بالهرمونات المفرزة أو إشارات النمو التي تثبط تكاثر الخلايا. (مثل: عامل النمو المحول بيتا (TGF)-β، وداء السلائل الورمي الغدي القولوني «أيه بّي سي»)
3. بروتينات ضبط نقاط التفتيش التي تحرض إيقاف دورة الخلية استجابة لتلف الحمض النووي أو عيوب الصبغيات. (مثل: البروتين الحساس للنوع الأول من سرطان الثدي «BRCA1»، p16، p14)
4. البروتينات التي تحرض الاستماتة الخلوية. إذا تعذر إصلاح الضرر، تبدأ الخلية بالموت المبرمج لإزالة التهديد الذي تشكله على الكائن الحي ككل. (مثل: p53)
5. التصاق الخلية. تمنع بعض البروتينات المشاركة في الالتصاق الخلوي الخلايا السرطانية من الانتشار، وتقي من فقد التثبيط التلامسي، وتوقف الانبثاث. تُعرف هذه البروتينات باسم مثبطات الانبثاث. (مثل: CADM1)
6. تشارك البروتينات في إصلاح أخطاء الحمض النووي. ترمز الجينات المراقبة البروتينات التي تعمل على إصلاح الطفرات في الجينوم، وتمنع الخلايا من التكاثر بوجود الطفرات. علاوة على ذلك، يؤدي تزايد معدل الطفرات الناتج عن هبوط معدل إصلاح الحمض النووي إلى زيادة تعطيل كابتات الأورام الأخرى وتنشيط الجينات الورمية. (مثل: بروتين p53، وبروتين ترميم الحمض النووي غير المتطابق 2 «MSH2»)
7. قد تعمل بعض الجينات أيضًا ككابتات ورمية وجينات مسرطنة. يطلق على هذه الجينات اسم الجينات الورمية البدئية ذات الوظيفة الكابتة للأورام، وتعمل كـ «عوامل مزدوجة» تنظم النسخ بشكل إيجابي وسلبي. (مثل: مستقبلاتNOTCH، TP53، وFas)